# Stazione di Morolo
Stazione di Morolo vasútállomás Olaszországban, Morolo településen.

## Vasútvonalak
Az állomást az alábbi vasútvonalak érintik:
- Róma–Cassino–Nápoly-vasútvonal

## Kapcsolódó állomások
A vasútállomáshoz az alábbi állomások vannak a legközelebb:
- Stazione di Sgurgola
- Stazione di Ferentino-Supino